# Anambé-militar
Cotinga-militar ou anambé-militar (Haematoderus militaris) é um anambé de hábitos solitários, encontrado na região amazônica, em copa de mata alta e terra firme. A espécie possui cerca de 34 cm de comprimento e plumagem exuberante; o macho é vermelho, com asas e cauda enegrecidas, e a fêmea possui o dorso pardo-escuro e apenas a cabeça e as partes inferiores intensamente vermelhas. É uma ave ameaçada de extinção.